# Assermentation
Une assermentation ou prestation de serment est la promesse solennelle que fait une personne avant d'entreprendre les tâches inhérentes à une certaine charge ou fonction. Il s'agit habituellement de charges au sein d'un gouvernement, d'un pouvoir législatif, d'une instance judiciaire, d'un ordre ou groupe religieux, de la fonction publique, de l'armée ou du domaine de la santé.
Ces serments sont généralement requis par la loi de l'État ou les règlements de l'institution avant que la personne ne puisse exercer les tâches et pouvoirs de sa charge. Certains serments sont une déclaration de loyauté envers la Constitution ou d'autres textes légaux, ou envers une personne détenant une autre charge ou fonction (par exemple prêter serment de défendre la constitution d'un État ou de loyauté envers le roi).
L'assermentation peut se dérouler sous la forme d'une cérémonie d'investiture, d'un sacre, d'une intronisation, ou de toute autre cérémonie relative à la prise de fonction, elle peut aussi avoir lieu en privé et dans certains cas être répétée ensuite en public. Jusqu'au XVIIe siècle, plusieurs assermentations exigeaient un test religieux, à l'exemple du serment du test en Angleterre.
Selon les lois de l'État, trahir le serment prononcé peut être considéré comme un crime et dans certains cas comme un acte de haute trahison.

## Assermentation politique
Une assermentation politique a généralement lieu lorsqu'une personnalité nommée ou élue prend ses responsabilités.

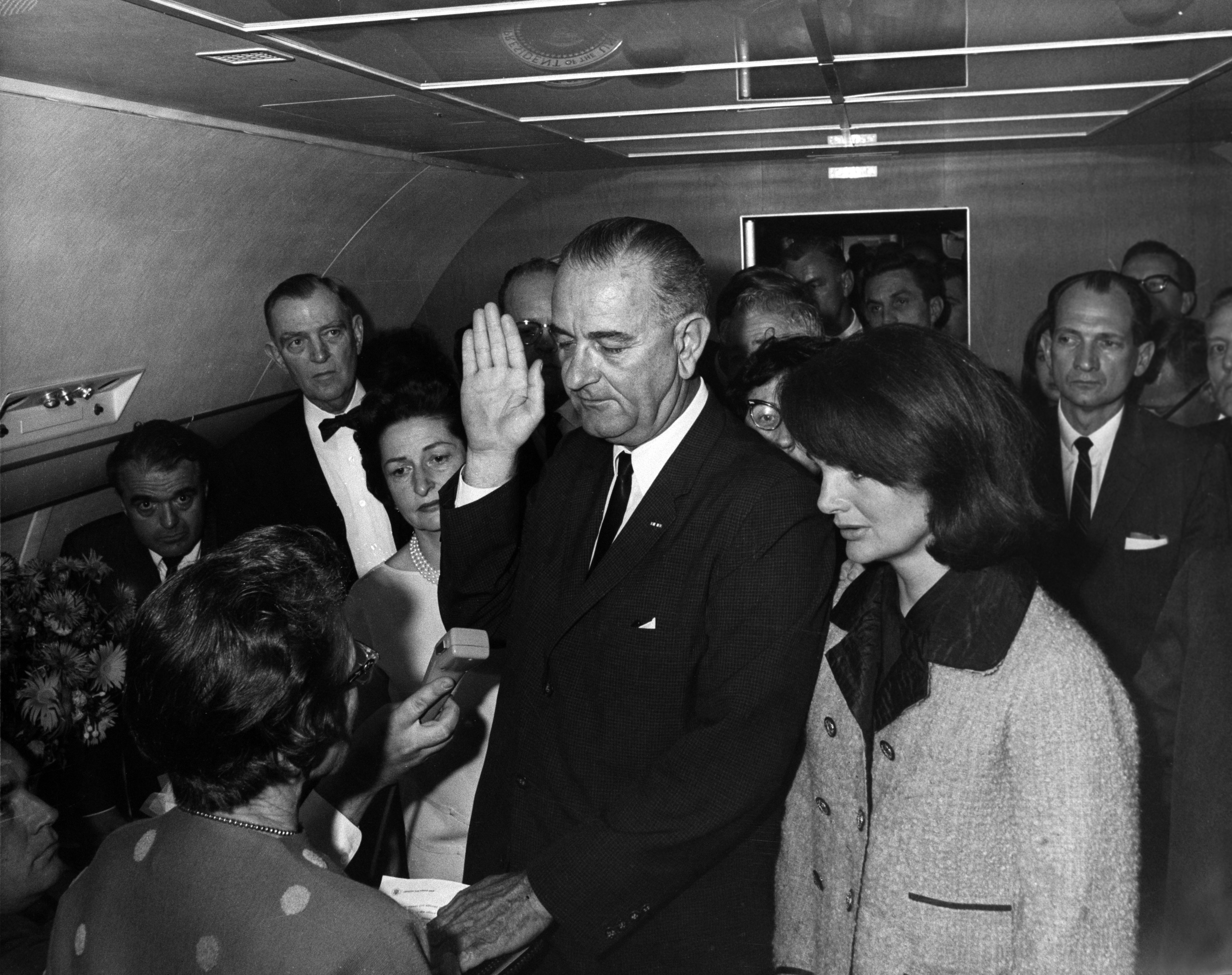
Prestation de serment du vice-président américain Lyndon B. Johnson à la présidence des États-Unis d'Amérique après l'assassinat de John Fitzgerald Kennedy, en novembre 1963 à bord du VC-137C SAM 26000.
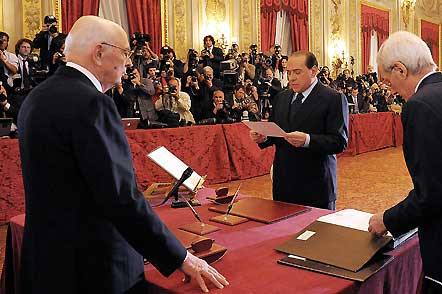
Prestation de serment du président du Conseil des ministres Silvio Berlusconi au palais du Quirinal, le 8 mai 2008, devant le président de la République Giorgio Napolitano.
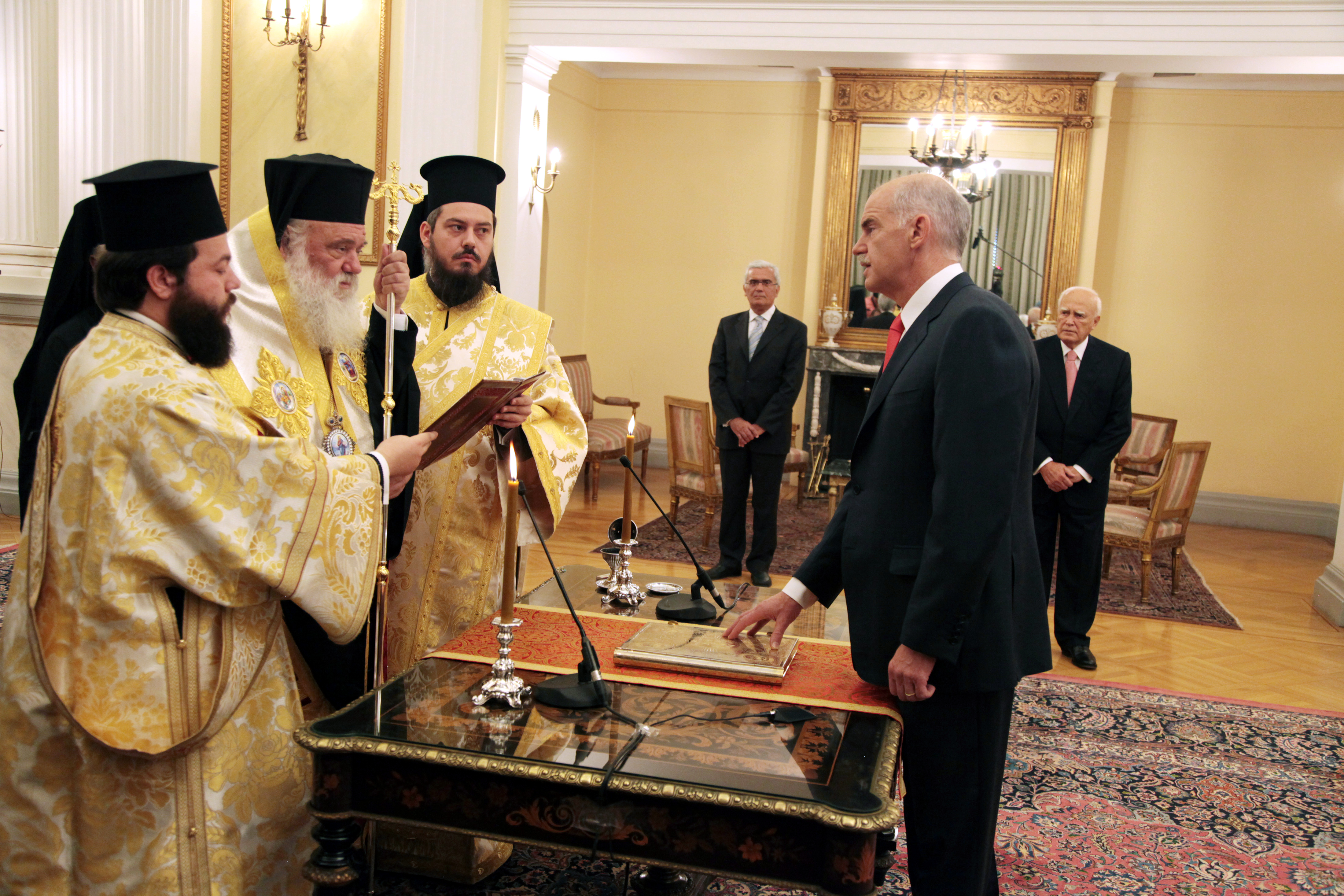
Prestation de serment du nouveau Premier ministre grec Geórgios Papandréou le 6 octobre 2009, devant les autorités religieuses grecques.

## Agent assermenté
Un agent assermenté est un agent (éventuellement commissionné) qui a prêté serment, ce qui l'autorise dans certaines conditions et sur un certain territoire à dresser des procès-verbaux. Ces procès-verbaux sont des documents établissant des faits constatés par l'agent dans l'exercice de ses missions, faisant foi jusqu’à preuve contraire en matière de contravention, et ne valant qu'à titre de simples renseignements en matière correctionnelle, sauf si la loi en dispose autrement,. Ils peuvent par exemple servir de preuve dans les infractions pouvant donner lieu à des poursuites pénales. Le commissionnement et l'assermentation ne permet à cet agent d'opérer que dans son domaine de compétence (protection de la nature par exemple).
Cet agent peut être un fonctionnaire de l'État (exemples : policiers, gendarmes, agent des douanes, agent de l'office national des forêts…), un agent municipal (agent de surveillance de la voie publique, policier municipal, garde champêtre) ou dans le domaine des transports un agent privé (exemples : agents SNCF, RATP, contrôleurs de réseaux de transports publics locaux).